# بورصة موسكو
بورصة موسكو أكبر مجموعة لتداول الأوراق المالية في روسيا، تدير الأسواق التجارية في الأسهم والسندات والمشتقات وسوق الصرف الأجنبي وأسواق المال والمعادن الثمينة. تدير مجموعة موسكو للصرافة أيضاً وديعة الأوراق المالية المركزية في روسيا (الوديعة الوطنية للتسوية) وأكبر مزود لخدمات المقاصة في البلاد (المركز الوطني للمقاصة). هذا التبادل ناتج عن اندماج بورصة موسكو بين البنوك والنظام التجاري الروسي في ديسمبر 2011. في أبريل 2018 وقعت بورصة موسكو مذكرة تفاهم مع بورصة شنغهاي للذهب.

## روابط خارجية
- الموقع الرسمي
- النسخة الإنجليزية